# Thunbergia hirsuta
Thunbergia hirsuta är en akantusväxtart som beskrevs av T. Anders.. Thunbergia hirsuta ingår i släktet thunbergior, och familjen akantusväxter. Inga underarter finns listade i Catalogue of Life.